# Conroy Skymonster
El  Conroy Skymonster (CL-44-0) es un avión de carga especializado de los Estados Unidos de la década de 1960 basado en el carguero Canadair CL-44, con un fuselaje descomunal.

## Diseño y desarrollo

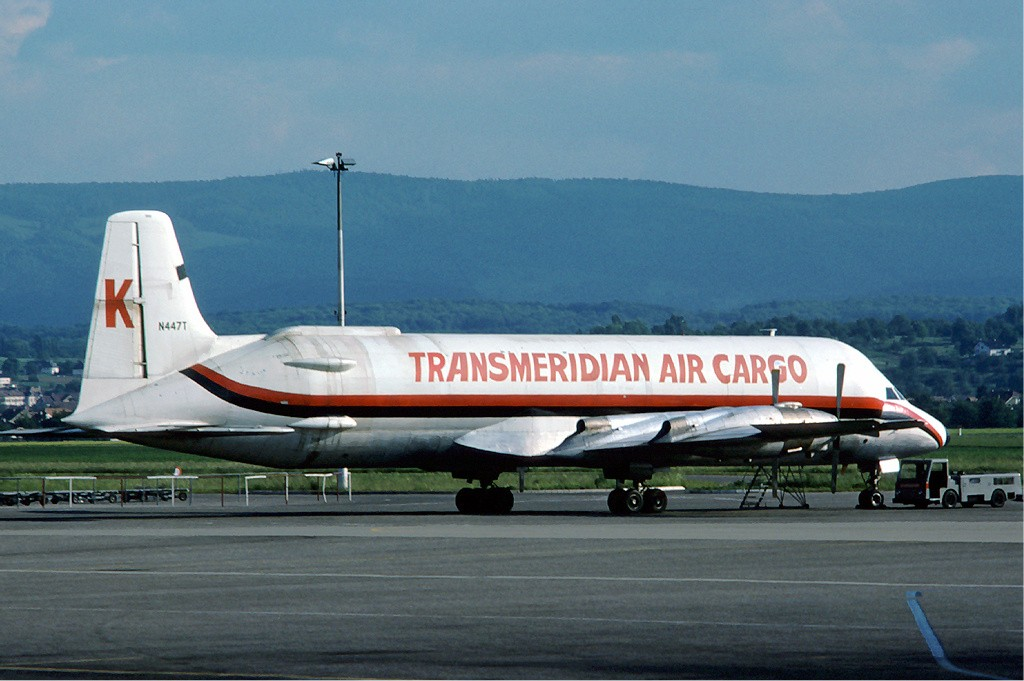
un Conroy Skymonster de Transmeridian Air Cargo

El avión fue diseñado por John M. Conroy como un avión de transporte que podría usarse para transportar tres motores a reacción Rolls-Royce RB.211 desde Belfast, Irlanda del Norte, a Palmdale, California, Estados Unidos. Los motores se instalarían en el avión Lockheed L-1011 TriStar.
El Skymonster se derivó de un carguero Canadair CL-44, a su vez un derivado del Bristol Britannia. Cuenta con un fuselaje ampliado, como el Aero Spacelines Mini Guppy, que fue producido por la compañía anterior de Jack Conroy, Aero Spacelines.
La conversión se realizó al aire libre, bajo andamios cubiertos, en el aeropuerto de Santa Bárbara, California. La sección de la nariz se construyó con espuma cubierta con fibra de vidrio, mientras que el fuselaje más grande se construyó con una estructura de aluminio convencional.

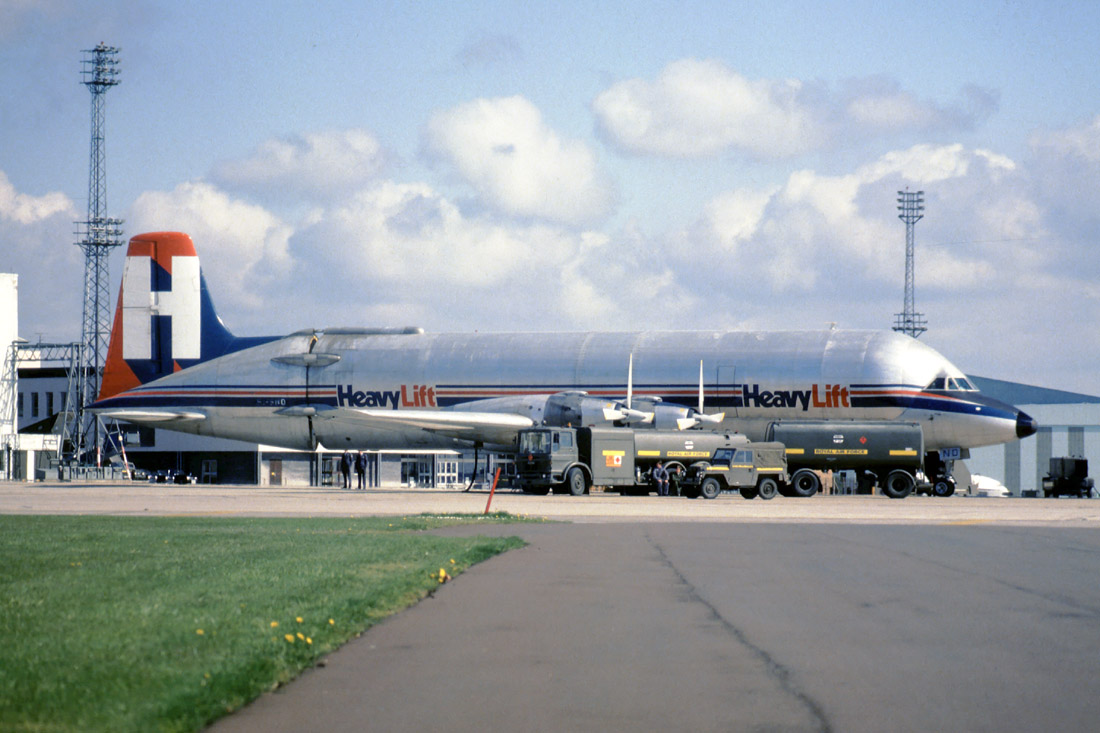
un Conroy Skymonster de HeavyLift Cargo

## Historial Operativo
El Skymonster voló por primera vez el 26 de noviembre de 1969, con el registro estadounidense "N447T". El CL-44 a partir del cual se había convertido también tenía este mismo registro y anteriormente era operado por Flying Tiger Line.
Solo se construyó un prototipo. Se ordenó otro, pero el CL-44 en el que se iba a basar se estrelló antes de la entrega.
En 1970, el prototipo fue alquilado por Transmeridian Air Cargo, quien le dio el nombre de "Skymonster". A pesar de que más tarde se le cambió el nombre a "Bahamas Trader", el nombre Skymonster se mantuvo, y ahora se conoce comúnmente como este.
En 1978, fue comprado por British Cargo Airlines.
En 1982, fue a HeavyLift Cargo Airlines, quien volvió a registrarlo con el registro irlandés EI-BND.

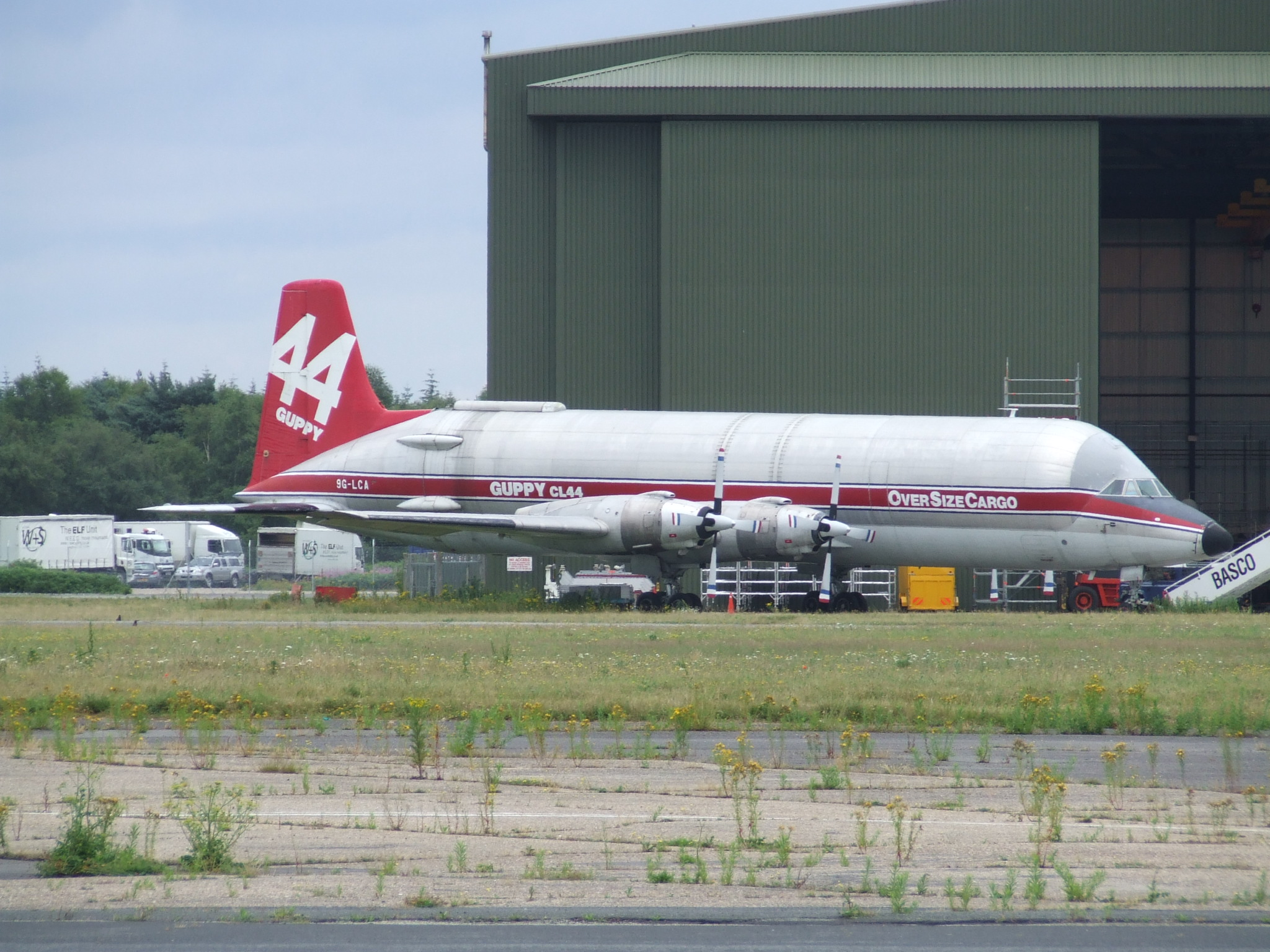
Conroy Skymonster en el Aeropuerto Internacional de Bournemouth

El avión se almacenó en 1993, pero fue comprado por una empresa de arrendamiento sólo dos meses después y arrendado a Buffalo Airways. Según Mikey McBryan, director general de Buffalo Airways en Yellowknife, Canadá, esta Buffalo Airways era un operador diferente y no tenía ninguna conexión con la empresa canadiense.
Su siguiente arrendamiento fue a Azerbaijan Airlines en 1997, bajo el registro 4K-GUP.
En marzo de 1998, fue arrendado a Baku Express.
En agosto de 1998 pasó a First International Airlines y se registró como 9G-LCA.
En 1999, se almacenó, inicialmente en los EE. UU., Pero luego se trasladó al aeropuerto de Bournemouth, Reino Unido, donde estaba programado para ser desguazado.
En diciembre de 2006, la aeronave se registró en Filipinas (RP-C8023) y se estaba preparando para el servicio en Australia. En marzo de 2008, el Skymonster todavía estaba en Hurn. En agosto de 2008, se informó que el avión estaba en proceso de ser desguazado, sin embargo, a partir de septiembre, esto estaba en suspenso en medio de nuevos rumores sobre la donación a un museo en Alemania. 
El 14 de enero de 2010, Bournemouth International Airport Limited puso a la venta el avión en The London Gazette .

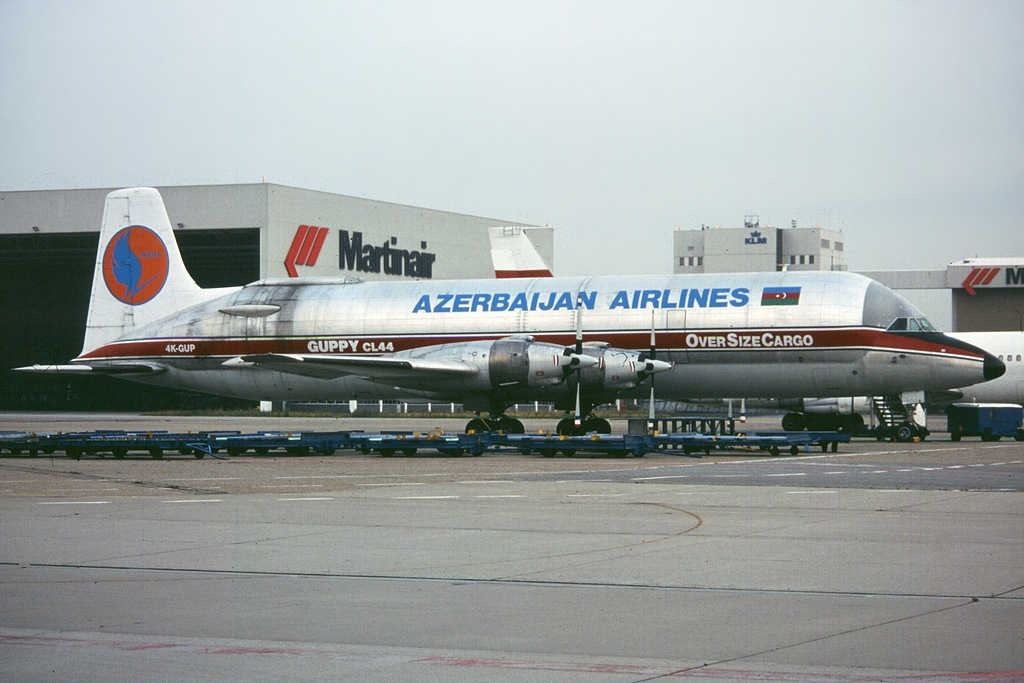
un Conroy Skymonster de Azerbaijan Airlines en el aeropuerto internacional de Ámsterdam (Schiphol)